# Casa Buddenbrook
Casa Buddenbrook (denumire originală în germană Buddenbrooks: Verfall einer Familie) a fost primul roman al scriitorului german Thomas Mann (n. 6 iunie 1875, Lübeck - d. 12 august 1955, Zürich), care a fost publicat în 1901, pe când autorul avea 26 de ani. Republicarea romanului în 1903 a confirmat că acesta a fost un mare succes literar în Germania.
Cartea prezintă decăderea (anunțată deja din subtitlul romanului, Declinul unei familii) unei familii de bogați negustori de grâne din marea burghezie din Lübeck de-a lungul a patru generații. Cartea este în general considerată ca fiind o portretizare a societății burgheze germane de-a lungul a câtorva decenii din secolul al XIX-lea.
În 1929, Thomas Mann a primit Premiul Nobel pentru literatură „...în principal pentru marele roman «Casa Buddenbrook», care de-a lungul anilor a fost întâmpinat cu o constant sporită apreciere ca o operă clasică a literaturii contemporane”.

## Istoric
O serie de nuvele sub titlul Micul Domn Friedemann, scrise de Thomas Mann, a apărut în 1898, la editura S. Fischer Verlag. Editorul, Samuel Fischer a recunoscut talentul tânărului autor si l-a încurajat, printr-o scrisoare din 29 mai 1897, să scrie un roman: „M-aș bucura să-mi dați posibilitatea să editez o lucrare mai amplă de proză de-a dumneavoastră, poate chiar un roman, chiar dacă acesta nu ar fi foarte lung”. 
Romanul a fost scris între octombrie 1896 - iulie 1900 și trimis la 13 august 1900 editorului Samuel Fischer. Acesta l-a rugat pe autor să-l scurteze la jumătate, însă, autorul refuzând, romanul a apărut în forma integrală.  

### Editare
Lucrarea a fost publicată in 26 februarie 1901 în două volume, într-un tiraj de 1.000 de exemplare. Vânzarea a fost slabă, din cauza prețului mare pentru acel timp, de 12 - 14 mărci germane. A doua ediție, din 1903, de 2.000 de exemplare, la un preț de 5-6 mărci, a adus un oarecare succes, iar în anul 1918 au fost vândute 100.000 de exemplare. După ce Thomas Mann a primit, la 12 noiembrie 1929, Premiul Nobel pentru literatură, romanul său Casa Buddenbrook, a fost publicat, în decembrie 1930, într-o așa-numită „ediție populară” cu un tiraj de 1 milion de exemplare, la un preț redus, de 2,85 mărci germane. 
După al Doilea Război Mondial, odată cu apariția metodelor mai ieftine de editare, vânzarile romanului au sporit simțitor. În 1975, patru milioane de exemplare au fost vândute în limba germană, reeditările din Germania ale romanului ajungând pană în 2010 la un tiraj de mai mult de nouă milioane de exemplare. Până în anul 2000, romanul fusese tradus în 38 de limbi.

### Reacții în Lübeck
În Lübeck, romanul a fost la început receptat ca un roman cu cheie. Totuși, mulți dintre cei care s-au văzut portretizați au fost indignați. Thomas Mann a încercat să contracareze indignarea concetățenilor, spunând: „Nu tot întrebați cine o fi ăla sau ălălalt!... Nu tot spuneți: ăsta-s eu. ăla-i ălălalt! Sunt doar expresii ale artistului și, ocazional, ale voastre...  Nu deranjați cu bârfe și insulte libertatea de expresie a artistului!”

## Rezumat
Romanul este împărțit în unsprezece părți, fiecare parte cuprinzând un număr diferit de capitole.

### Prima parte
Într-o zi de joi a lunii octombrie a anului 1835, soții Buddenbrook își invită rudele, cunoștințele și partenerii de afaceri la un prânz simplu și obișnuit, după-amiaza târziu, conform obiceiurilor marii burghezii a vremii. Noul cămin, o proprietate vastă, cu o clădire impunătoare, fusese recent achiziționat pentru suma de 100.000 de mărci ale vremii respective și se afla pe Mengstraße, în orașul hanseatic Lübeck, fiind o casă reprezentativă, construită în anul 1682. 
Cititorului îi sunt prezentate trei generații ale familiei: capul familiei - energicul Johann Buddenbrook Senior și soția acestuia Antoinette, fiul lor Johann Buddenbrook Junior, supranumit Jean, alături de soția sa Elisabeth (Bethsy) și de copiii lor: fiica Antonie (Tony) - 8 ani, și fiii Thomas - 9 ani și Christian - 7 ani. Restul musafirilor vor fi și ei parte a personajelor din roman. 
Johann Buddenbrook Senior este proprietarul unei mari întreprinderi de negoț cu grâne - „Casa Buddenbrook” - întreprindere preluată de la tatăl său, fondatorul afacerii. Fiul său, Jean, îi este asociat și nu-i este cu nimic inferior tatălui. De multe ori, chiar el a fost cel care a sesizat câte o oportunitate mai avantajoasă pentru firmă. Dar, spre deosebire de tatăl său, care este nesentimental, el are o înclinație spre evlavia riguroasă și este dornic să fie perceput ca un om al sentimentului religios. 
Mâncarea este servită în farfurii din porțelan de Meissen, cu margini aurite, și se mănâncă cu tacâmuri grele, din argint. Prânzul modest constă în: supă de verdețuri cu pâine prăjită, pește, o imensă friptură cu sos de ceapă și o cantitate colosală de legume, atât de multe, încât chiar și dacă numai din ele ai fi gustat o porție, te-ai fi simțit plin. Toate acestea sunt urmate de o budincă în straturi de biscuiți, zmeură, și cremă de ouă, alături de un pahar de vin vechi de Malvasia⁠(en)[traduceți]. La sfârșit, mesenilor le mai este adus și un platou cu unt, brânzeturi și fructe. 
Într-un tablou paralel și contrastant, facem cunoștință cu fiul din prima căsătorie al lui Johann Buddenbrook Senior, Gotthold Buddenbrook, care nu este prezent la reuniune, fiind cu ani în urma renegat de familie. După plecarea oaspeților, tatăl și fiul vorbesc deschis. Piosul Jean îl sfătuiește pe tatăl sau să respingă fără mustrări de conștiință cererea lui Gotthold, astfel încât activele companiei să nu fie reduse. Gotthold Buddenbrook căzuse în dizgrație din cauza unei căsătorii care trecea în ochii familiei drept inacceptabile. El încălcase interdicția strictă a tatălui său de a se căsători cu o oarecare Mamsell Stüwing. Astfel, el s-a însurat cu un simplu magazin, nu cu o mare afacere profitabilă, înțelegându-se de aici că, în acest oraș comercial și previzibil se făcea tranșant diferența între clasele sociale - între mica și marea burghezie.

### Partea a doua
Familia Buddenbrook ține o cronică veche de familie, care merge în urmă până la sfârșitul secolului al XVI-lea, o carte groasă, cu încrustații din aur. Aici trece, plin de recunoștință și pioșenie, Jean Buddenbrook, la 14 aprilie 1838, nașterea fiicei sale Clara, cel de-al patrulea copil al său. Răsfoind paginile în urmă, dă peste ramurile aferente căsătoriei sale. Această căsătorie a sa, nu a fost tocmai ceea ce s-ar putea numi o căsătorie din dragoste. Tatăl său îl bătuse pe umăr și-l făcuse atent asupra fiicei bogatului Kröger, care a recapitalizat compania cu o zestre frumoasă. El și-a dat imediat, din toată inima, acceptul, și din acel moment și-a stimat soția ca pe o tovarășă de viață, dăruită de Dumnezeu. Cu a doua căsătorie a tatălui său, lucrurile stătuseră la fel. 
În oraș prinde rădăcini familia Hagenström. Domnul Hagenström este coproprietar al companiei de export Strunck&Hagenström și s-a căsătorit într-o familie de evrei bogați din Frankfurt, lucru primit cu consternare în cercurile înalte ale societății din oraș. Familia Hagenström aproape a ajuns să concureze în planul afacerilor și al politicii locale cu familia Buddenbrook. Chiar și copiii familiilor rivalizează între ei. Când micul Hermann, fiul lui Hagenström, în drumul spre școală, îi cere lui Tony un sărut în schimbul pachetului lui cu mâncare, se creează un incident. Sora lui intervine, ajungându-se la o luptă între ele, fapt care a marcat camaraderia lor.  
În anul 1842, după o scurtă suferința, moare Antoinette Buddenbrook. După moartea ei, Johann devine tot mai apatic, sfârșind prin a se retrage din companie. Jean Buddenbrook este acum unicul proprietar al bogatei firme cu tradiție, fondată în 1768. În lună martie a aceluiași an moare și Johann, la doar câteva luni după moartea soției sale. În ciuda prevederilor nefavorabile din testament din partea tatălui, cu privire la fiul din prima căsătorie, Gotthold, la care piosul Jean subscrie, începe o tentativă timidă de reconciliere între frații vitregi Jean și Gotthold.  
După Paști, în același an, Thomas Buddenbrock, în vârstă de 16 ani, intră ca ucenic în firmă. El dă dovadă de aceeași hărnicie tăcută și tenace ca a tatălui său. 
În urma plăților drepturilor revenite moștenitorilor, compania pierde resurse semnificative. Într-o conversație nocturnă cu soția sa, Jean îi face cunoscut că familia nu mai este atât de bogată. 
Elevul de liceu Christian Buddenbrook stârnește nemulțumirea tatălui său, atunci când începe să se răspândească povestea potrivit căreia puștiul de 14 ani a pătruns în garderoba unei artiste a teatrului din oraș, o oarecare Demoiselle Meyer de la Grange, cu un buchet de flori în valoare de 1 marcă și 8,5 schillingi, o sumă considerabilă la vremea respectivă. Tânăra actriță este într-o relație cu un chefliu notoriu, care, fiind în apropiere, surprinde momentul. Drept urmare, incidentul face rapid înconjurul micii urbe.  
Din motive pedagogice, atunci când începe să dea dovadă de mândrie și vanitate exagerată, și, pe de altă parte, când începe un schimb de scrisori de dragoste cu un elev de liceu, Tony este trimisă la un internat de fete. Internatul este condus de pitica cocoșată Therese (Sesemi) Weichbrodt. În ciuda condițiilor foarte stricte, Tony trăiește aici, alături de cele două prietene - Armgard von Schilling și Gerda Arnoldsen - o perioadă fericită a tinereții sale.

### Partea a treia
Tony Buddenbrook are 18 ani. Omul de afaceri hamburghez Bendix Grünlich cere mâna fetei de la părinții săi. Tony e șocată: „Ce vrea omul ăsta de la mine? Ce i-am făcut?” și izbucnește în plâns. Mama sa îi spune: „Legătura care ți se oferă este ceea ce se numește o partidă bună, draga mea Toni. (...) Ai timp să te gândești. (...) Dar să iei în considerare că o asemenea ocazie de a-ți construi fericirea nu ți se oferă în fiecare zi, și că această căsătorie este exact ceea ce datoria și destinul ți le impun. Da, copilul meu, asta trebuia să ți-o spun”. Tatăl lui Tony vorbește cu soția lui, după ce s-a interesat în Hamburg despre Grünlich și afacerile sale: „Nu pot decât să doresc disperat această căsătorie, care ar fi un avantaj pentru familie și pentru firmă (...), pentru că încă o dată, Betsy, și nu pot să nu repet asta într-una, (...) afacerile noastre sunt potolite, prea potolite. Nu am mai progresat de când tata nu mai e”.
Grünlich îi face curte lui Tony cu încăpățânare. Tony este deprimată și pierde în greutate și prospețime. Tatăl ei o trimite la o cură de recuperare la Travemünde, pe malul Mării Baltice, în casa bunei sale cunoștințe, comandantul de navă Schwarzkopf. Aici îl cunoaște pe fiul acestuia, studentul la medicină Morten, care a venit acasă în vacanță. Cei doi se îndrăgostesc unul de altul. În timpul unei plimbări, Tony îi destăinuie că intenționează să-l refuze pe Grünlich și să-l aștepte pe el până își termină studiile. Morten se hotărăște s-o ceară de soție de la părinții ei. Tony îi scrie într-o scrisoare tatălui său: „Ție, celui mai bun tată, îți pot spune că sunt legată sentimental de cineva care mă iubește și pe care îl iubesc nespus”, De asemenea, ea îi destăinuie tatălui și planurile de viitor pe care le au. Tatăl îi răspunde că Grünlich amenință cu sinuciderea, în cazul în care este refuzat, și apelează la datoria ei de bună creștină. Cu privire la felul în care se decid căsătoriile în familie și în firma, el o admonestează: „Tu nu ar trebui să fii nici fiica mea, nici nepoata bunicului tău mort și nici măcar un membru demn al familiei noastre, dacă ai avut serios în minte, cu încăpățânare și sfidare, să mergi de capul tău pe propria ta cale haotică”.
Informat de tatăl lui Tony, Grünlich vine la Travemünde, se prezintă tatălui lui Morten ca prieten de afaceri al consulului Buddenbrook și pretinde că este aproape logodit cu Tony, arătându-se totodată sigur de drepturile sale. Vrednicul comandant, care este conștient de locul său în societate, își mustra fiul. Promisiunea reciprocă dintre Tony și Morten este desfăcută. Tony se supune alegerii familiei. Ea însăși trece cu mândrie logodna cu Grünlich în cronica familiei, asumându-și-o că pe o datorie și un serviciu adus familiei. Grünlich primește de la Jean Buddenbrook o zestre de 80 000 de mărci. La începutul anului 1846 Tony Buddenbrook se căsătorește cu Bendix Grünlich, afacerist din Hamburg.
Thomas pleacă la Amsterdam pentru a-și îmbogăți cunoștințele în domeniul comerțului, nu înainte însă de a-și lua rămas bun de la iubita lui secretă, frumoasa, dar săraca Anna, o tânără florăreasă, ocazie cu care încheie definitiv relația cu ea. El își justifica decizia luată prin motivul că el va fi cel care va prelua mai târziu afacerile familiei și va avea obligația să încheie un mariaj în concordanță cu circumstanțele impuse de poziția sa socială.

### Partea a patra
La 8 octombrie 1846 vine pe lume Erika, fiica lui Tony. Grünlich a cumpărat o vilă în afară Hamburgului.
Jean Buddenbrook pierde 80.000 de mărci din cauza falimentului unui partener de afaceri din Bremen. În Lübeck, el are parte de o bruscă răceală, reticență și neîncredere - pe care o astfel de scădere de capital le aduc după sine - din partea băncilor, a prietenilor și a firmelor din străinătate. Mai mult, Grünlich devine insolvabil. Jean călătorește la Hamburg și o informează pe Tony asupra situației financiare a soțului ei. Din conștiinciozitate, Tony e gata să-l urmeze pe Grünlich chiar și în sărăcie. Dacă ar face acest lucru din dragoste, Jean ar considera că trebuie să-și protejeze fiica și nepoata de această catastrofă și l-ar susține pe Grünlich cu orice preț. El se scuză față de fiica sa pentru faptul că a obligat-o să se căsătorească cu Grünlich și o asigură că în acest moment regretă amarnic fapta sa. Printre lacrimi Tony admite că nu l-a iubit niciodată: „a fost întotdeauna dezgustător... doar știi asta!” Pentru a evita viitoare pierderi de bani în firmă, hotărăsc amândoi ca Tony să-l părăsească pe Grünlich și, din cauza incapacității lui de a-și susține financiar soția și fiica, să divorțeze.
În prezența bancherului lui Grünlich, malițiosul Kesselmeyer, Jean aruncă o privire în evidențele contabile ale ginerelui său. Recent Kesselmeyer fusese într-o anchetă privitoare la afacerile lui Grünlich până la creditorii acestuia. Creditorii, în scopul de a-și asigura creanțele restante ale lui Grünlich, au supraevaluat situația lui de afaceri. Deci și registrele contabile ale ginerelui sau, despre care se exprimase atât de laudativ față de soția sa, erau falsificate. Acum Jean vede cifrele reale, confirmate batjocoritor de Kesselmeyer. Devine limpede că Grünlich s-a căsătorit cu Tony doar pentru zestre, cu scopul de a-și îmbunătăți renumele în lumea afacerilor. Într-un acces de furie, Grünlich recunoaște acest lucru.
Revoluția de la 1848 are în Lübeck un curs liniștit, ilustrat cu oarecare ironie, nu în ultimul rând datorită unei intervenții curajoase a lui Jean Buddenbrook. Totuși socrul sau, Lebrecht Kröger, moare în brațele sale, în urma emoțiilor produse de escroci. În 1850 moare și soacra lui Jean. Astfel, Casei Buddenbrook îi rămâne o moștenire considerabilă.
Christian Buddenbrook, care ar fi trebuit să studieze și să-și aleagă o meserie academică, renunța la acest drum și intră ucenic într-o societate comercială din Londra. Între timp, inconsecvența sa îl duce tocmai în Chile, la Valparaiso.
Jean Buddenbrook moare în mod neașteptat în anul 1855.

### Partea a cincea
În 1855, la vârsta de 29 de ani, Thomas este șeful Casei Buddenbrook și capul familiei. Capitalul firmei se ridică la 750.000 de mărci. Elisabeth este folosită ca unic moștenitor, ceea ce se va dovedi mai târziu a fi dezastruos. Vechiul notar al familiei, Friedrich Wilhelm Marcus, este avansat ca asociat, prin dorința testamentară a defunctului Jean Buddenbrook, și aduce cu sine un capital de 120.000 de mărci. Din acest moment, el are drept la profitul corespunzător cotei deținute. Activele companiei sporesc, prin contribuția lui Marcus, la 870.000 de mărci. Thomas este totuși nemulțumit. Bunicul său, Johann Buddenbrook Senior a avut în anii săi buni peste 900.000 de mărci la dispoziție. Tânărul Thomas aduce prospețime și spirit întreprinzător în cadrul firmei, chiar dacă trebuie să-l care în spate, ca pe un sac de plumb, pe Marcus. Thomas se bucura de popularitate și apreciere peste tot, atât acasă, în rândul servitorilor, cât și în rândul celor care se ocupa de firmă, de conturi sau chiar al simplilor muncitori angajați.
La cererea mamei sale, după 8 ani de absență, Christian se întoarce de peste mări și țări, în costum în carouri și cu maniere care imită stilul englezesc. Thomas îl angajează ca avocat, în locul domnului Marcus. La birou Christian se dovedește un pierde-vară, care nu face niciun secret din faptul că disprețuiește munca de birou. El își poate pune în valoare calitățile doar în cluburi, cu mici apariții amuzante, care distrează auditoriul prezent.
După moartea lui Jean Buddenbrook, văduva sa, Elisabeth, întreține mai departe atmosfera evlavioasă în casă, ba chiar o îmbunătățește. Ține slujbe zilnice, deschide o școală de duminică pentru fete, iar pentru doamnele mai în vârstă organizează o dată pe săptămână o „seară Ierusalim”. Pastori și misionari vin și pleacă, inclusiv pastorul Sievert Tiburtius din Riga, care în curând va cere mâna Clarei, mezina familiei. Tony, care locuiește cu mama sa, nu se poate obișnui cu aceste activități religioase.
În timpul unei lungi vizite de afaceri în Amsterdam, Thomas face cunoscut printr-o scrisoare faptul că și-a găsit viitoarea soție, fiica unui bogat partener de afaceri din oraș, și totodată o fostă prietenă de pension a lui Tony. La sfârșitul anului de doliu, 1856, se căsătoresc Clara și Tiburtius, iar la începutul anului 1857 Thomas și Gerda, Casa Buddenbrook acumulând astfel o zestre de 300.000 de mărci.

### Partea a șasea
Thomas și Gerda au dat prima lor petrecere. Cina a durat de la cinci la unsprezece seara. La bursă s-a vorbit timp de opt zile în termenii cei mai elogioși despre eveniment. S-a văzut că tânăra Doamnă Consul știe să se reprezinte în societate.
Tony se întoarce foarte bine dispusă după o ședere lungă la München. Acolo l-a cunoscut pe Alois Permaneder, coproprietarul unei afaceri cu hamei.
Thomas suferă din cauza volubilității jenante a fratelui său Christian. Destăinuirile interminabile ale acestuia cu privire la semnele de boală de orice fel, sunt receptate de el ca fiind anormale, nestăpânite și ridicole. Tânărul Buddenbrook este poreclit în oraș „Krischan”, clowneriile sale de la club fiind arhicunoscute. Însă cel mai tare îl deranjează pe Thomas faptul că aventura lui Christian cu Aline Puvogel - o simplă figurantă la Teatrul de Vară - nu este ascunsă de ochii lumii, așa cum dictează decența în familie, ci este etalată pe strada ziua în amiaza mare. După ce Christian declară la club că de fapt, pus în lumina adevărată, fiecare om de afaceri este un escroc, între frați se ajunge la supărare. Într-o conversație între patru ochi Thomas îl invită pe fratele său să părăsească firma. Cu un avans din viitoarea să moștenire, Christian devine proprietarul unei firme de comerț din Hamburg.
Tony speră la o căsătorie cu Permaneder, bărbatul de 40 de ani din München. După o stângace vizită de curtoazie a burlacului mustăcios, căsătoria intră efectiv în discuție și Tony se mută la München, unde nu se va putea acomoda de fapt. Spre dezamăgirea ei, mulțumită dobânzilor revenite din zestrea sa, de 51.000 de mărci, domnul Permaneder se retrage din activitate. Au împreună o fetiță, care moare însă la scurt timp după naștere. Într-o noapte Tony își surprinde soțul beat, încercând să o sărute pe bucătăreasă care se împotrivea. Tony îl trântește la pământ. Domnul Permaneder îi aruncă o asemenea înjurătură, încât acel cuvânt pentru mult timp nu-l va putea pronunța cu propriile buze și refuza cu încăpățânare să i-l divulge lui Thomas. Ea va lua incidentul ca pe o oportunitate de a obține divorțul de omul fără ambiții, fără străduințe, fără țeluri. Scandalul în urma unui al doilea divorț o lasă rece. Thomas nu o poate influența. Domnul Permaneder este de acord cu divorțul și returnează zestrea lui Tony - un gest de o corectitudine la care nu s-ar fi așteptat nimeni.

### Partea a șaptea
În anul 1861 se naște fiul Gerdei și al lui Thomas, Justus Johann Kaspar, pe care părinții săi îl numesc cu diminutivul Hanno. Botezul are loc în casa lor, primarul orașului Lübeck fiind unul dintre nași.
Christian Buddenbrook are acum 33 de ani, dar arată foarte îmbătrânit. Vaicărelile sale ipohondre devin delirante. În Hamburg, după moartea partenerului său de afaceri, și neținând cont de sfatul lui Thomas, el preia conducerea întregii firme, confruntându-se acum cu un dezastru financiar. Mama sa, Betsy Buddenbrook, îi plătește un nou avans din moștenirea ce i se cuvine, și anume suma de 15.000 de mărci. Astfel, el reușește să-și achite datoriile, evitând falimentul. Intenționează să se mute la Londra și să se angajeze acolo. Cu figuranta Aline Puvogel are între timp o fiică nelegitimă, pentru care trebuie să plătească pensie alimentară. Thomas este de părere că fratele său a căzut într-o cursă, Christian nefiind de fapt tatăl copilului.
Thomas este ales senator în orașul său natal, după o competiție strânsă cu Hermann Hagenström, cel căruia în copilărie Tony îi refuzase un sărut. Între timp, familia Hagenström a ajuns în rândul celor 5-6 familii din fruntea orașului.
În anul 1863 compania este la fel de înfloritoare ca în vremurile bătrânului Johann Buddenbrook. Totuși, Thomas se simte epuizat și lipsit de energie. În dorința unei schimbări radicale, eliminând tot ce e vechi și de prisos, își construiește o casă nouă, impunătoare, în care se mută în 1864.
Christian telegrafiază din Londra, exprimându-și dorința de a se căsători cu Aline Puvogel, lucru respins de mama sa în mod categoric.
Dezvoltarea fizică a micului Hanno, viitorul conducător al Casei Buddenbrook, progresează lent. Învață să umble și să vorbească mai târziu decât în mod obișnuit.
O tranzacție nefavorabilă și un duel verbal legat de afacerile orășenești, în care Hermann Hagenström iese învingător, îl fac pe Thomas să înțeleagă că fericirea și succesul nu se pot păstra la infinit. Resemnat, el citează un proverb turcesc: „După ce casa e gata, vine moartea”.
Clara Buddenbrook moare. În ultimele ore de viață o roagă în scris și cu o mână nesigură pe mama să să-i plătească soțului său, pastorului Tiburtius, viitoarea ei moștenire. Evlavioasa mamă, ignorându-l pe Thomas, capul familiei, îndeplinește imediat cererea, sub care se ascunde în mod evident Tiburtius. Thomas este consternat atunci când află că mama sa a plătit 127.000 de mărci acestui scelerat, vânător de avere, după ce acesta primise și zestrea pretinsă de 80.000 de mărci. Mama se justifică spunând că Tony și Christian fuseseră și ei de acord. Din partea măscăriciului stupid, care în acel moment se afla într-un spital din Hamburg tratându-și artrita reumatoidă, s-ar fi așteptat. Dar declarația că Tony ar fi putut aproba asta, Thomas o refuză din partea mamei sale. Spre finalul disputei cu mama sa, Thomas recunoaște că afacerile familiei merg foarte prost, mai precis, din momentul în care a investit mai bine de 100.000 de mărci în propria casă. În 1866, în anul războiului austro-prusac, Casa Buddenbrook pierde, prin falimentul unei companii din Frankfurt, suma de 60.000 de mărci.

### Partea a opta
Fiica lui Tony, Erika, acum în vârstă de 20 de ani, se căsătorește în 1867 cu directorul unei sucursale a unei firme de asigurări, pe nume Hugo Weinschenk, un bărbat în vârstă de 40 de ani, sigur pe el, necultivat și lipsit de tact în societate, care are un venit anual de 12.000 de mărci. Lui Tony îi este permis să se mute în locuința tânărului cuplu, pentru a-i putea fi de ajutor fiicei sale, care este încă începătoare în ale menajului. Căsătoria fiicei sale o face extrem de fericită.
Christian e din nou în oraș. Gerda Buddenbrook, violonistă virtuoază, și Christian, cel interesat de teatru și de spectacole, se înțeleg bine.
Bona Ida Jungmann îi relatează lui Tony despre natura sensibilă și sănătatea precară a lui Hanno. El nu merge la școală cu plăcere, are coșmaruri noaptea și recită versuri în somn. Vechiul medic al familiei, Dr. Grabow nu are nici un sfat potrivit și se mulțumește să-l diagnosticheze cu „tulburări de somn”.
La cei 42 de ani ai săi, Thomas Buddenbrook se simte un om obosit. Totuși, prin autodisciplină reușește să-și mențină aspectul exterior, eleganța sa rămânând neschimbată.
Contrar principiilor firmei și sfătuit de Tony, Thomas intră în primăvara anului 1868 într-o afacere de speculă. El cumpăra de la un producător strâmtorat financiar întreaga producție de cereale încă necoapte, de pe proprietatea Pöppenrade, la jumătate de preț. Câteva luni mai târziu, la 7 iulie 1868, în timpul sărbătoririi împlinirii a 100 de ani de la înființarea firmei, Thomas primește o telegramă prin care este înștiințat că o furtună cu grindină a distrus recolta de la Pöppenrade.
Gerda Buddenbrook este bună prietenă cu organistul Pfühl. Ei au mici polemici legate de muzica lui Wagner. Lunea după-amiază Herr Pfühl îi dă lui Hanno ore de muzică și de pian. Spre deosebire de școală, unde îi este greu să se concentreze, Hanno arată aici o mare ușurință de percepere, deoarece lui doar i se confirmă ceea ce știa dintotdeauna. La a opta să aniversare, Hanno cântă acompaniat la vioară de mama sa, în fața întregii familii, o mică „Fantezie” compusă de el. Mătușa Tony îl strânge în brațe spunând că va deveni un nou Mozart, ea de fapt neavând nici cea mai vagă idee despre muzică. Când Thomas se plânge Gerdei că muzica îl înstrăinează pe fiul său de el, ea îi reproșează faptul că-i lipsește capacitatea necesară înțelegerii artei.
Hanno are o prietenie strânsă cu Kai Graf Mölln. Într-o zi, singuri în camera de zi, Hanno răsfoiește albumul de cronică al familiei și citește toată lista genealogică. Ca urmare a unei premoniții, trasează o linie dublă sub numele său. Tatălui său, care îi cere să se justifice, îi răspunde: „Mă gândeam... mă gândeam... aici nu va mai urma nimic!”
Weinschenk, ginerele lui Tony, a înșelat mai multe firme cu asigurări frauduloase. Când află, Tony este șocată, mai ales că se dovedește că procurorul de caz nu va fi nimeni altul decât Moritz Hagenström, fratele lui Hermann Hagenström. Hotărârea definitivă i se pare mult prea dură, și nu înțelege cum se poate să fie trimis  la închisoare „unul dintre noi”, adică cineva dintr-o familie respectabilă. Weinschenk este condamnat la trei ani și jumătate de închisoare.

### Partea a noua
În toamna anului 1871 moare, după o lungă suferință cauzată de o pneumonie, Elisabeth („Bethsy”) Buddenbrook. După funeraliile acesteia, Thomas și Christian se ceartă din nou, pentru că cel de-al doilea ar dori o parte din bunurile mamei sale decedate să îi revină, astfel încât el să fie în măsură să depășească dificultățile materiale și să se mute cu Aline Puvogel și fiica lor, Gisela, precum și cu cei doi copii pe care Aline îi avea înainte de a-l cunoaște pe Christian. Thomas, care controlează moștenirea mamei lor, îi interzice acest lucru. Palid și tremurând de furie, el îi aruncă vorbe grele lui Christian, spunându-i că „La data succesiunii mamei noastre nu voi lăsa să se ducă de râpă această moștenire. Voi gestiona restul activelor tale, și nu vei accesa fonduri care să depășească necesitățile tale pentru mai mult de o lună”.
Vechea casă a familiei Buddenbrook, de pe Mengstraße, a fost vândută la începutul anului 1872, pentru suma de 87.000 mărci. Christian a închiriat pentru el și familia sa un apartament modest de trei camere, în imediata apropiere a clubului său. Tony s-a mutat cu fiica sa Erika și nepoata, Elisabeth, într-o casă din Lindenplatze. Era un apartament destul de mic, iar pe o placă de cupru montată pe ușă era gravat: „A. Permaneder-Buddenbrook, văduvă”.

### Partea a zecea
La vârsta de 46 de ani, Thomas Buddenbrook se simte nespus de obosit și nervos. Continuă să apară în public elegant și cu o ținută impecabilă, dar la bursa de valori, în spatele lui unii râd, el părând a avea doar un rol decorativ. El speră să-și valorifice proprietățile, având un activ de 600.000 de mărci.
Hanno a împlinit 11 ani, iar Thomas speră să facă din el un succesor capabil al Casei Buddenbrook. Pentru a-i îmbunătăți rezistența fizică, Thomas îl obligă să facă gimnastică, patinaj și înot. Dar Hanno se simte cel mai bine în timpul pe care îl petrece cu prietenul său, Kai. Acesta îi spune povești misterioase, pe când Hanno îl acompaniază cu acorduri la armoniu. Thomas îl trimite pe Hanno la Travemünde, în timpul vacanței de vară, pentru a îmbunătăți starea lui de sănătate. Lui Hanno îi place pacea și singurătatea stațiunii, departe de toate adversitățile pe care le întâmpină la școală, este destul de fericit într-o atmosferă liniștită și relativ izolată, dar când se întoarce acasă nu este mai puternic decât înainte.
În 1873, Hugo Weinschenk, ginerele lui Tony, este eliberat din închisoare înainte de termen. Este însă un om căzut în dizgrație, ruinat și inacceptabil din punct de vedere social în Lübeck. El pleacă la Londra, părăsindu-și soția (Erika) și pe fiica lor, iar acolo își pierde urma. Tony îl pune oficial pe lista persoanelor dispărute, pentru a se putea intenta o acțiune de divorț între acesta și Erika, pe motivul părăsirii domiciliului conjugal.
În oraș circulă zvonuri despre o relație între Gerda Buddenbrook, care a rămas aproape la fel de frumoasă ca și în primele zile ale căsniciei cu Thomas, și locotenentul René Maria von Trotha. Acesta din urmă vine des în vizită la familia Buddenbrook și cântă la pian în salon, împreună cu Gerda, izolându-se de restul celor din casă. Pentru Thomas Buddenbrook, pauzele „atât de lungi”, în care muzica nu se mai aude, sunt agonizante, dar nu îndrăznește să îi reproșeze nimic soției sale caracterizată prin „răceala ei nervoasă în care trăia și pe care o emana”. Când Hanno și tatăl său se întâlnesc la ușa salonului, unde Gerda și locotenentul von Trotha se aflau de ore întregi, iar muzica nu se mai auzea de mult timp, sensibilul Hanno înțelege gelozia secretă a tatălui său.
Thomas Buddenbrook a împlinit 48 de ani, dar are o stare fizică proastă și o adâncă depresie. Citește cartea lui Schopenhauer Die Welt als Wille und Vorstellung („Lumea ca voință și reprezentare”), iar capitolul „Despre moarte și relația sa cu indestructibilitatea esenței noastre în sine” îi dezvăluie „o viziune veșnică a luminii”. Moartea îi apare acum ca fiind „întoarcerea în timp a unei erori inexplicabil de jenante”. El își scrie testamentul.
La sfatul medicului său, în septembrie 1874, Thomas merge pentru câteva săptămâni pe litoralul Mării Baltice. Fratele său, Christian, i se alătură din proprie voință. Există o reconciliere tacită a celor doi frați. Monotonia mării și fatalismul mistic cu care valurile își urmează ritmul, îi provoacă lui Thomas o profundă nevoie de odihnă.
Patru luni mai târziu, Thomas Buddenbrook trebuie să ceară ajutor de la dentistul Brecht. Extracția dentară, fără anestezie, eșuează însă. În drum spre casă, Thomas suferă o pierdere a cunoștinței, se prăbușește și se lovește cu capul de bordura trotuarului. După o scurtă agonie, el moare. Anna, iubita lui din copilărie, este admisă, la cererea ei, să vină la catafalcul pe care se afla cel decedat. Într-un dric tras de patru cai, urmat de un șir lung de trăsuri, senatorul Thomas Buddenbrook este condus cu pompă la cimitir și îngropat în cavoul familiei.

### Partea a unsprezecea
Hanno nu fusese desemnat de tatăl său ca moștenitor al companiei „Casa Buddenbrook”, astfel încât compania și proprietățile acesteia urmau să fie vândute la licitație în termen de un an de către Kistenmaker, fostul coleg de clasă al lui Thomas, desemnat ca executor testamentar. Pe hârtie, Thomas Buddenbrook lăsase ca moștenire o avere estimată la 650.000 de mărci. După trecerea termenului de un an, se dovedește însă că nu era de așteptat să se obțină decât o parte din suma respectivă. Mai mulți furnizori îi cer lui Gerdei să plătească rapid facturile, temându-se că nu își vor primi banii.
Christian, a cărui moștenire din partea mamei sale era, de asemenea, administrată de Kistenmaker, se căsătorește cu Aline Puvogel, deoarece după moartea mamei și a fratelui său, nu mai avea cine să se  opună. Tony îi scrie Alinei Puvogel că nu va recunoaște niciodată copiii acesteia ca rude. Din cauza obsesiilor sale, Christian Buddenbrook este internat într-o instituție psihiatrică, împotriva voinței sale și astfel Aline își poate continua viața independentă, „fără a aduce atingere avantajelor practice pe care le datora căsătoriei”.
Gerda Buddenbrook renunță la casa impozantă pe care o construise Thomas din cauza faptului că nu mai putea finanța întreținerea acestei; după vânzarea casei dobândește o mică vilă în apropierea castelului din Lübeck, în toamna anului 1876. Ea renunță la serviciile Idei Jungmann, cu care nu a avusese niciodată o relație prea bună și care îmbătrânise mult.
Când Hanno, care împlinise șaisprezece ani, are voie să-și însoțească mama la un spectacol cu opera Lohengrin, se simte ca și cum ar fi complet pătruns intoxicat de muzică. Dar pentru el urmează un eșec dureros: absențele de la școală și o coincidență nefericită duc la decizia finală a cadrelor didactice de a nu îl trece în clasa următoare. Hanno nu mai vede nici un viitor pentru el, nici măcar ca muzician: „Nu pot să fac aproape nimic, nu pot decât să am fantezii [...] Nu pot să vreau nimic. Nici nu vreau să fiu faimos. Mi-e teamă de aceasta...”. În primăvara anului 1877, Hanno se  îmbolnăvește de tifos și moare. Lipsa sa de voință de a mai trăi îl face astfel să se refugieze „pe calea pe care a deschis-o pentru a putea scăpa de o viață pe care nu o mai suporta".
La sfârșitul aceluiași an, Gerda Buddenbrook părăsește orașul Lübeck și se întoarce la tatăl ei, în Amsterdam.

## Traduceri
- Casa Buddenbrook. Declinul unei familii, traducere de Ion Chinezu, Editura pentru literatură universală, 1962, ediția a II-a
- Casa Buddenbrook. Declinul unei familii, traducere de Ion Chinezu, Editura RAO, 2009, ISBN 9789731034010